# Kazimierz Bigda
Kazimierz Bronisław Bigda (ur. 4 grudnia 1894 w Husiatynie, zm. 19 lipca 1962 w Kole) – porucznik piechoty Wojska Polskiego, kawaler Orderu Virtuti Militari.

## Życiorys
Urodził się jako syn Michała i Bronisławy, z domu Kusznir. W 1912 ukończył C. K. II Gimnazjum w Tarnopolu z polskim językiem wykładowym. Należał do Drużyn Strzeleckich w Tarnopolu w latach 1912–1914. 
Po wybuchu I wojny światowej służył w armii austriackiej od sierpnia 1914 do października 1918. Od 2 listopada 1918 w Wojsku Polskim, w 1, potem w 5 pułku piechoty Legionów. Podczas wojny polsko-ukraińskiej 1918–1919 uczestniczył w obronie Lwowa.
W czasie wojny polsko-bolszewickiej służył w 1 pp Leg.  (w kampanii łotewskiej). 3 lutego 1920 okazał męstwo podczas ataku na wsie Borkujce, Rzecze i Latyszenki, za co otrzymał Order Virtuti Militari. 20 czerwca 1920 został ranny pod Białką-Suchą Wolą na Ukrainie.
Po zakończeniu wojny został przydzielony do 5 pułku Strzelców Podhalańskich.
Ukończył studia prawnicze na Wydziale Prawa Uniwersytetu Jana Kazimierza we Lwowie w 1923. Pracował w administracji państwowej w Tarnopolu, Wieluniu, Kole i Chodzieży.
W 1934 roku był przydzielony do kadry oficerów rezerwy 37 pułku piechoty w stopniu porucznika z PKU Konin.
Po wybuchu II wojny światowej podczas kampanii wrześniowej uczestniczył w obronie Warszawy. Podczas okupacji niemieckiej 1939–1945 przebywał na terenie Generalnego Gubernatorstwa. Po wojnie ponownie pracował w administracji państwowej w Kole.

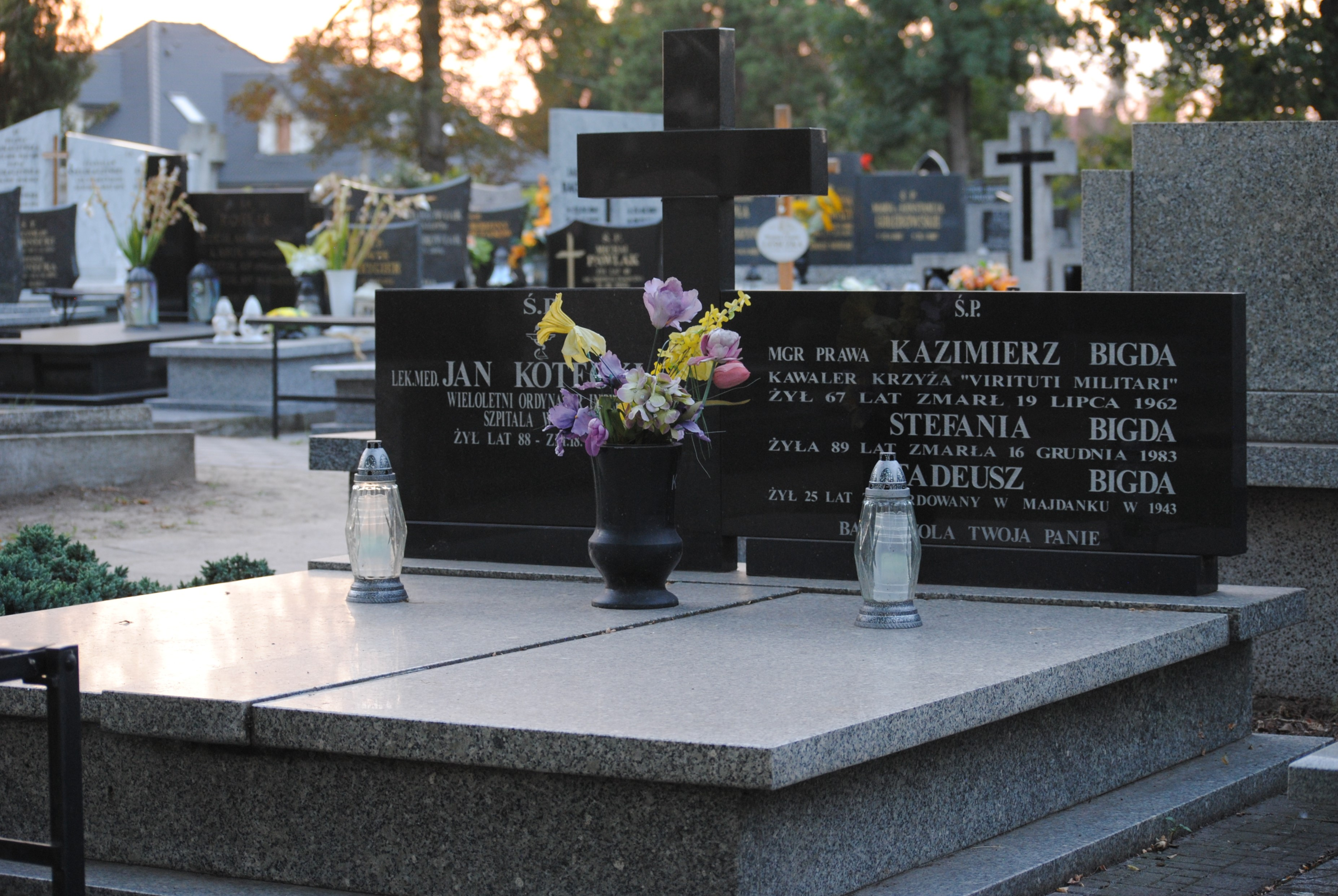
Grób Kazimierza Bigdy na cmentarzu rzymskokatolickim w Kole

Był żonaty, miał syna Tadeusza (ur. 1918, zm. 1943 w Majdanku) i córkę Irenę, po mężu Kotecka (ur. 1921). Został pochowany na cmentarzu rzymskokatolickim w Kole.

## Ordery i odznaczenia
- Krzyż Srebrny Orderu Wojskowego Virtuti Militari Nr 4788 (1921)[4]
- Krzyż Walecznych – trzykrotnie